# 야나기하라촌 (나가노현 가미미노치군)
야나기하라촌(柳原村)은 나가노현 가미미노치군에 설치되었던 촌이다. 현재의 나가노시 북동부에 해당한다.